# Teafore Bennett
Teafore Bennett (né le 7 juin 1984 à Duncans, dans la paroisse de Trelawny) est un footballeur jamaïcain, évoluant au poste d'attaquant et joue actuellement dans le club jamaïcain de August Town Football Club. Il est connu pour sa rapidité et sa vitesse.
En décembre 2007, il devient le premier jamaïcain à jouer pour un club africain, pour l'Atlético Petróleos Luanda.
Il fit ses débuts avec les Reggae Boyz en 2004 contre le Guatemala et eut 20 sélections pour 4 buts. Il fit la Gold Cup 2005, inscrivant un but contre l'Afrique du Sud, mais la Jamaïque fut éliminée en quarts. Sa dernière sélection fut honorée en novembre 2006 contre le Pérou, en amical.

## Clubs
- 2002-2004 :  Village United Football Club
- 2004-2005 :  Portmore United
- 2005 :  CA Banfield
- 2005 :  Virginia Beach Mariners
- 2005-2006 :  Pahang FA
- 2005-2006 :  Village United Football Club
- 2006 :  Harrisburg City Islanders
- 2006-2007 :  Östers IF
- 2008 :  Atlético Petróleos Luanda
- 2009 :  Village United Football Club
- 2010 :  August Town Football Club

## Palmarès
- CFU Club Championship

- - Vainqueur en 2005
- Championnat de Jamaïque de football
  - Champion en 2005
- Coupe de Jamaïque de football
  - Vainqueur en 2005
- Championnat d'Angola de football
  - Champion en 2008